# 图莱里县
图莱里县（英語：Tulare County）是美国加利福尼亚州中央谷地內的一个县，面積12,533.2平方公里。根據2020年美國人口普查，本縣共有人口47萬3,117人。本縣县治為維塞利亞。

## 歷史

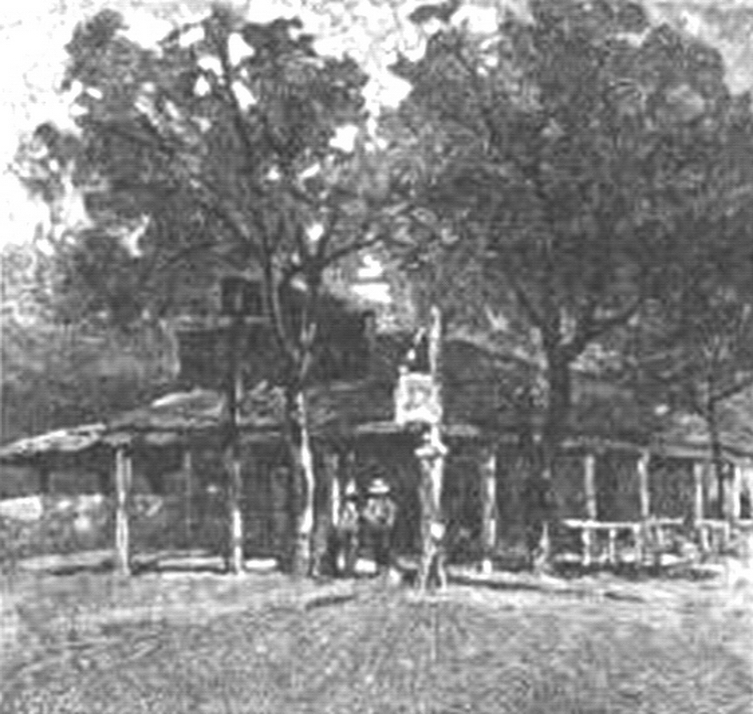
首幢建於县治维塞利亚的建築物

本縣成立於1852年，縣名取自圖萊里湖。图莱里湖曾經是五大湖以西最大的淡水湖，後來因農業發展而乾涸了。之後，當國王郡於1893年自图莱里县獨立時，图莱里湖亦一併成為國王郡的領土。
本县一帶早在千年前已有美洲原住民居住。 在18世紀中，西班牙人開始在這一帶傳教並進行殖民化。於1772年，司令官佩德羅·法赫斯在這一帶狩獵時，發現了一個大湖，並把它名為图莱里湖。 而图莱里一名係取自納瓦特爾語「圖林」（tullin），意為香蒲或蘆葦。
在墨西哥自西班牙獨立後，本县一帶便為墨西哥統治。於1848年，美國擊敗了墨西哥，迫使墨西哥把包含本县在內的一大片土地割予美國。於1852年，本县自马里波萨县獨立。後來，本县分別於1856年、1866年和1893年把土地割予佛雷斯諾郡、克恩县與因約縣、以及國王郡。
傳染病兔熱病乃取名自本縣。

## 地理

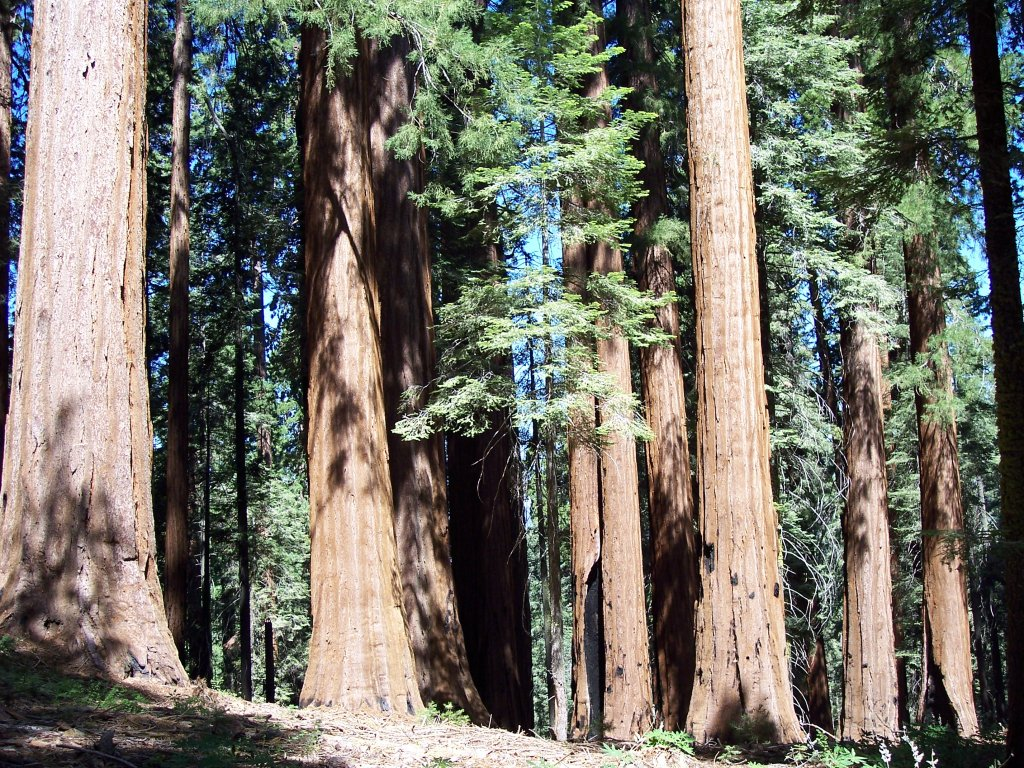
美洲杉國家公園

世界上最大的樹雪曼將軍樹

根據2000年人口普查，图莱里县的總面積為4,839.09平方英里（12,533.2平方），其中有4,823.97平方英里（12,494.0平方），即99.69%為陸地；15.12平方英里（39.2平方），即0.31%為水域。本縣既是加利福尼亚州面積第七大的縣份，亦是美國面積第68大的縣份。世界上最大的樹雪曼將軍樹亦位於本縣的美洲杉國家公園。

### 毗鄰縣
因為图莱里县位於加利福尼亚州中部，因此所有毗鄰縣皆為加利福尼亚州的縣份。
- 佛雷斯諾郡：北方
- 因約縣：東方
- 克恩县：南方
- 國王郡：西方

### 國家保護區
- 藍嶺國家野生動物保護區（英语：Blue Ridge National Wildlife Refuge）
- 巨杉國家紀念園區（英语：Giant Sequoia National Monument）（部分）
- 因约国家森林（部分）
- 金斯峡谷国家公园（部分）
- 皮克斯利國家野生動物保護區（英语：Pixley National Wildlife Refuge）
- 巨杉国家森林（部分）
- 巨杉國家公園

### 建制市
| 自治体（市/镇）            | 成立年份 | 人口（2018） |
| -------------------------- | -------- | ------------ |
| 迪纽巴（Dinuba）           | 1906     | 24,316       |
| 埃克塞特（Exeter）         | 1911     | 10,533       |
| 法默斯维尔（Farmersville） | 1960     | 10,759       |
| 林赛（Lindsay）            | 1910     | 13,474       |
| 波特维尔（Porterville）    | 1902     | 59,988       |
| 图莱里（Tulare）           | 1888     | 64,475       |
| 维塞利亚（Visalia）        | 1874     | 136,246      |
| 伍德莱克／林湖（Woodlake） | 1941     | 7,640        |

## 人口
| 调查年               | 人口    | 备注 | %±     |
| -------------------- | ------- | ---- | ------ |
| 1860                 | 4,638   |      | —      |
| 1870                 | 4,533   |      | −2.3%  |
| 1880                 | 11,281  |      | 148.9% |
| 1890                 | 24,574  |      | 117.8% |
| 1900                 | 18,375  |      | −25.2% |
| 1910                 | 35,440  |      | 92.9%  |
| 1920                 | 59,031  |      | 66.6%  |
| 1930                 | 77,442  |      | 31.2%  |
| 1940                 | 107,152 |      | 38.4%  |
| 1950                 | 149,264 |      | 39.3%  |
| 1960                 | 168,403 |      | 12.8%  |
| 1970                 | 188,322 |      | 11.8%  |
| 1980                 | 245,738 |      | 30.5%  |
| 1990                 | 311,921 |      | 26.9%  |
| 2000                 | 368,021 |      | 18.0%  |
| 2010                 | 442,179 |      | 20.2%  |
| [ 10 ] [ 11 ] [ 12 ] |         |      |        |

### 2010年
根據2010年人口普查，图莱里县擁有442,179居民。而人口是由60.1%白人、1.6%黑人、1.6%印地安人、3.4%亞裔、0.1%太平洋岛民、29%其他種族和4.2%混血构成。而西班牙裔或拉丁美洲人佔了人口60.6%。

### 2000年
根據2000年人口普查，图莱里县擁有368,021居民、110,385住戶和87,093家庭。其人口密度為每平方英里76居民（每平方公里29居民）。本縣擁有119,639間房屋单位，其密度為每平方英里25間（每平方公里10間）。而人口是由58.1%白人、1.6%非裔、1.6%印地安人、3.3%亞裔、0.1%太平洋岛民和、30.8%其他種族4.6%混血构成。而西班牙裔或拉丁美洲人佔了人口0.39%。在58.1%白人中，有5.7%為德国人和5%為英国人。56.3%人口的母語為英語、38.9%為西班牙语以及1.1%為葡萄牙语。
在110,385住户中，有44.9%擁有一個或以上的兒童（18歲以下）、58.1%為夫妻、14.5%為單親家庭、21.1%為非家庭、28.2%為獨居、7.7%住戶有同居長者。平均每戶有3.28人，而平均每個家庭則有3.67人。在368,021居民中，有33.8%為18歲以下、10.6%為18至24歲、27.6%為25至44歲、18.2%為45至64歲以及9.8%為65歲以上。人口的年齡中位數為29歲，女子對男子的性別比為1：1。成年人的性別比則為100：97.7。
本县的住戶收入中位數為$33,983，而家庭收入中位數則為$36,297。男性的收入中位數為$30,892，而女性的收入中位數則為$24,589，人均收入為$14,006。約18.8%家庭和23.9%人口在貧窮線以下，包括32.6%兒童（18歲以下）及10.5%長者（65歲以上）。

## 外部連結
- Tulare County official website（页面存档备份，存于）
- Tulare County Agricultural Commissioner/Sealer official website (with Annual Crop and Livestock Reports)（页面存档备份，存于）